# Tabblad

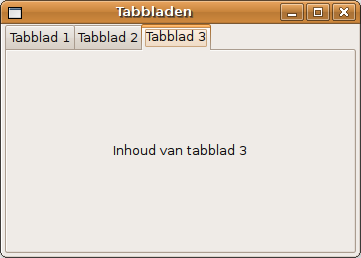
Voorbeeld van tabbladen.

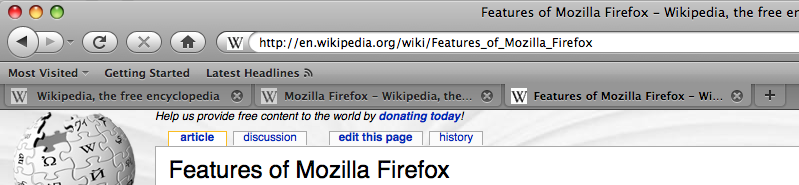
Tabbladen in Mozilla Firefox.

Met tabblad wordt een knop en het bijhorend deelvenster aangeduid in een applicatie, bedoeld om eenvoudig te kunnen wisselen tussen deelvensters.

## Doel en gebruik
Tabbladen kunnen gebruikt worden in een applicatie op een computerscherm voor de overzichtelijkheid of om schermruimte te besparen. Met tabbladen kan het aantal vensters beperkt worden, zodat de taakbalk overzichtelijk blijft. Een werkbalk die tabbladen weergeeft wordt een tab(blad)balk genoemd.
Typisch voor een grafische gebruikersinterface met tabbladen is dat er per tabgedeelte slechts één tab tegelijk kan openstaan. Een venster kan uit meerdere tabgedeelten bestaan, meestal bedoeld voor verschillende inhoud.
In tegenstelling tot een kaartenbak zijn er in een grafische gebruikersinterface geen deelvensters zonder tabblad(knop) aanwezig.

## Typisch gebruik van tabbladen
Volgende typen van software maken vaak gebruik van van tabbladen:
- Teksteditor, zoals Notepad++ en Visual Studio Code
- Webbrowser, zoals Opera

Daarnaast is het op Linux ook gebruikelijk dat de bestandsbeheerder ondersteuning voor tabbladen heeft.

## Oriëntatie
De tabbladen kunnen zowel onder elkaar staan als naast elkaar. Wanneer ze onder elkaar staan wordt van verticale tabs gesproken. Staan ze naast elkaar, dan wordt er gesproken van horizontale tabs.

## Tabblad in kaartenbak
Een tabblad in een kaartenbak is een kaart of een map met als doel de inhoud van de bak of map op een inzichtelijke manier in groepen te verdelen. Daartoe is het tabblad voorzien van een uitstekend gedeelte, de tab, waardoor hij eenvoudig tussen de andere kaarten is terug te vinden. Gewoonlijk heeft de tab een opschrift als gezamenlijke noemer voor de daaropvolgende kaarten.